# Sopot Festival 1984
Sopot Festival 1984 – 21. edycja festiwalu muzycznego odbywającego się w sopockiej Operze Leśnej. Festiwal zorganizowany został w dniach 15–18 sierpnia 1984 roku (po trzyletniej przerwie spowodowanej stanem wojennym). Konkurs prowadzili J. Karska, Elżbieta Zajacówna, Andrzej Matul, Krzysztof Szewczyk i Ewa Kuklińska. Nagrodę Grand Prix otrzymała Krystyna Giżowska za wykonanie piosenki „Blue Box”. Gośćmi specjalnymi festiwalu, którzy wystąpili poza konkursem byli: Halina Frąckowiak, Irena Santor, Kombi, Maryla Rodowicz, Krystyna Prońko, Hana Zagorová, Dolly Roll, The Twins, Mirtha Medina, Belle and the Devolutions oraz Charles Aznavour.

## Finał (dzień międzynarodowy)
|    | Kraj            | Język             | Wykonawca                       | Tytuł                 | Miejsce | Punkty |
| -- | --------------- | ----------------- | ------------------------------- | --------------------- | ------- | ------ |
| 01 | Irlandia        | angielski         | Joe Bourne                      | „Love on the Rock”    | 25      | 4      |
| 02 | Bułgaria        | bułgarski         | Nelly Rangelowa                 | „Szega”               | 2       | 32     |
| 03 | RFN             | angielski         | Lux                             | „I Am Free”           | 1       | 40     |
| 04 | NRD             | niemiecki         | Eva Maria Pickert               | „Krei zu sein”        | 6       | 26     |
| 05 | Polska          | polski            | Gang Marcela                    | „Kto, jeśli nie ty”   | 5       | 24     |
| 06 | Holandia        | angielski         | Spence                          | „Do You Want My Love” | 15      | 5      |
| 07 | Jugosławia      | serbsko-chorwacki | Snježana Naumovska              | „Trebam te”           | 7       | 22     |
| 08 | Kuba            | hiszpański        | Alfredo Rodríguez               | „Per esc cero enti”   | 11      | 15     |
| 09 | Dania           | angielski         | Jeanett                         | „Christoper”          | 17      | 0      |
| 10 | Czechosłowacja  | czeski            | Stanislav Hložek i Petr Kotvald | „Právo žít”           | 4       | 25     |
| 11 | Belgia          | angielski         | Danny King                      | „Intercontinental”    | 12      | 12     |
| 12 | Włochy          | włoski            | Marco Antonelli                 | „Frontiera”           | 3       | 26     |
| 13 | Szwecja         | szwedzki          | Baden-Baden                     | „Alla Ord”            | 3       | 26     |
| 14 | Holandia        | niderlandzki      | Co Co York                      |                       | 12      | 12     |
| 15 | Malta           | angielski         | Bayzo                           |                       | 4       | 25     |
| 16 | Turcja          | turecki           | Coşkun Demir                    | „Sanki Dün Gibi”      | 4       | 25     |
| 17 | Szwajcaria      | francuski         | Bernadett                       |                       | 17      | 0      |
| 18 | Węgry           | węgierski         | Viktória Eszményi               | „Nekem Ő a legszebb”  | 8       | 21     |
| 19 | Szwecja         | angielski         | The Boppers                     | „Black Label”         | 10      | 17     |
| 20 | Polska          | polski            | Krystyna Giżowska               | „Blue Box”            | 1       | 40     |
| 21 | Kanada          | francuski         | Al Bruno                        |                       | 11      | 15     |
| 22 | Czechosłowacja  | czeski            | Júlia Hečková                   | „Teplé a studené”     | 2       | 32     |
| 23 | Francja         | francuski         | Martine Caron                   |                       | 14      | 6      |
| 24 | Rumunia         | rumuński          | Bianca Ionescu                  |                       | 13      | 8      |
| 25 | Finlandia       | fiński            | Tapani Kansa                    | „Tässä ja nyt”        | 7       | 22     |
| 26 | Wielka Brytania | angielski         | Kaz                             |                       | 9       | 19     |
| 27 | Francja         | francuski         | Alain Turban                    |                       | 16      | 3      |
| 28 | ZSRR            | rosyjski          | Anne Veski                      | „Надежда гаснет”      | 1       | 40     |

## Jury
- Polska: Henryk Debich, Włodzimierz Sandecki
- Finlandia: Raimo Henriksson
- ZSRR: Jan Frankiel
- Kuba: José Ramón Urbay
- Holandia: Harry de Groot
- Węgry: Zsolt Pentz
- RFN: Rolf Beierlre
- Belgia: Remy Ray
- Czechosłowacja: Emil Bartko, Miloš Skalka
- NRD: Peter Richter
- Szwecja: Lars Samuelson
- Hiszpania: Jose Miguel Quizoga
- Bułgaria: Anastasja Kozłewa

|                                                            | Głosy w finale                                   |        |           |    |      |          |    |    |        |                |    |         |           |    |    |
| PUNKTY                                                     | Razem                                            | Polska | Finlandia |    | Kuba | Holandia |    |    | Belgia | Czechosłowacja |    | Szwecja | Hiszpania |    |    |
| Uczestnicy                                                 | Irlandia                                         | 25     | –         | 5  | –    | –        | 2  | –  | 1      | 4              | 1  | –       | 2         | –  | 7  |
| Uczestnicy                                                 | Bułgaria                                         | 32     | 8         | 8  | 8    | –        | –  | –  | 8      | –              | –  | –       | –         | –  | –  |
| Uczestnicy                                                 | RFN                                              | 40     | –         | –  | –    | 10       | 10 | 10 | –      | –              | –  | –       | 10        | –  | –  |
| Uczestnicy                                                 | NRD                                              | 23     | 4         | –  | –    | –        | 4  | –  | –      | –              | –  | 12      | 3         | –  | –  |
| Uczestnicy                                                 | Polska (Gang Marcela)                            | 24     | 12        | –  | 12   | 0        | –  | –  | –      | –              | –  | –       | –         | –  | –  |
| Uczestnicy                                                 | Holandia (Spence)                                | 5      | –         | –  | –    | 5        | –  | –  | –      | –              | –  | –       | –         | –  | –  |
| Uczestnicy                                                 | Jugosławia                                       | 22     | –         | 0  | 2    | 0        | 0  | 4  | –      | –              | 4  | –       | –         | –  | –  |
| Uczestnicy                                                 | Kuba                                             | 15     | –         | 1  | 1    | 12       | –  | –  | –      | 0              | –  | 0       | 0         | 4  | 2  |
| Uczestnicy                                                 | Dania                                            | 0      | –         | –  | –    | –        | –  | –  | –      | –              | –  | –       | –         | –  | –  |
| Uczestnicy                                                 | Czechosłowacja (Stanislav Hložek i Petr Kotvald) | 25     | 5         | –  | 5    | –        | –  | 3  | –      | –              | 12 | –       | –         | –  | –  |
| Uczestnicy                                                 | Belgia                                           | 12     | –         | –  | –    | –        | –  | –  | 12     | –              | –  | –       | –         | –  | –  |
| Uczestnicy                                                 | Włochy                                           | 26     | 7         | 6  | 7    | 6        | –  | –  | –      | –              | –  | –       | –         | –  | –  |
| Uczestnicy                                                 | Szwecja (Baden-Baden)                            | 26     | 6         | 7  | 6    | 7        | –  | –  | –      | 0              | –  | –       | –         | –  | 0  |
| Uczestnicy                                                 | Holandia (Co Co York)                            | 12     | –         | –  | –    | –        | 12 | –  | –      | –              | –  | –       | –         | –  | –  |
| Uczestnicy                                                 | Malta                                            | 25     | –         | –  | –    | 4        | 1  | 2  | 3      | 1              | 2  | 1       | –         | 3  | 8  |
| Uczestnicy                                                 | Turcja                                           | 25     | –         | –  | –    | 3        | –  | 1  | 2      | 2              | 3  | 2       | –         | 2  | 10 |
| Uczestnicy                                                 | Szwajcaria                                       | 0      | –         | –  | –    | –        | –  | –  | –      | –              | –  | –       | –         | –  | –  |
| Uczestnicy                                                 | Węgry                                            | 21     | –         | –  | –    | –        | –  | 12 | –      | –              | 5  | –       | –         | –  | 5  |
| Uczestnicy                                                 | Szwecja (The Boppers)                            | 17     | 3         | –  | –    | –        | –  | –  | –      | –              | –  | 5       | 12        | –  | –  |
| Uczestnicy                                                 | Polska (Krystyna Giżowska)                       | 40     | 10        | 10 | 10   | –        | –  | –  | –      | –              | –  | 10      | –         | –  | –  |
| Uczestnicy                                                 | Kanada                                           | 15     | –         | 1  | –    | 5        | –  | –  | –      | 5              | –  | –       | –         | 4  | –  |
| Uczestnicy                                                 | Czechosłowacja (Júlia Hečková)                   | 32     | –         | –  | –    | 8        | 8  | 8  | –      | –              | –  | –       | –         | –  | –  |
| Uczestnicy                                                 | Francja (Martine Caron)                          | 6      | 2         | 3  | –    | 1        | –  | –  | –      | –              | –  | –       | –         | –  | –  |
| Uczestnicy                                                 | Rumunia                                          | 8      | –         | –  | 3    | –        | –  | 5  | –      | –              | –  | –       | –         | –  | –  |
| Uczestnicy                                                 | Finlandia                                        | 22     | –         | 12 | –    | –        | –  | –  | –      | –              | –  | –       | 5         | –  | 1  |
| Uczestnicy                                                 | Wielka Brytania                                  | 19     | –         | 4  | –    | 2        | 3  | –  | –      | 3              | –  | –       | 1         | –  | 6  |
| Uczestnicy                                                 | Francja (Alain Turban)                           | 3      | 1         | 2  | –    | –        | –  | –  | –      | –              | –  | –       | –         | –  | –  |
| Uczestnicy                                                 | ZSRR                                             | 40     | –         | –  | –    | –        | –  | –  | 10     | 10             | 10 | –       | –         | 10 | –  |
| Kraje w tabeli są uporządkowane w kolejności występowania. |                                                  |        |           |    |      |          |    |    |        |                |    |         |           |    |    |